# 떠돌이 까치
《떠돌이 까치》는 이현세의 야구 만화이다.
만화를 원작으로 1987년 애니메이션이 만들어졌으며, 이는 대한민국의 최초 텔레비전 장편 애니메이션이다.

## 등장인물
- 설까치
- 설대포
- 마동탁
- 최엄지
- 오여인
- 달이
- 이감독
- 백두산
- 덕태
- 현장 감독
- 아나운서

### 목소리 출연
- 김순원 - 설까치
- 조명남 - 설대포(까치 아버지)
- 김도현 - 마동탁
- 최수민 - 최엄지
- 김정희 - 오여인
- 정경애 - 달이
- 김태연 - 이감독
- 유해무 - 백두산
- 노민 - 덕태
- 문영래 - 현장 감독
- 백진 - 아나운서

## 제작진
- 원작: 이현세
- 각본: 윤석훈
- 인물설정: 박설형, 이학빈
- 미술설정: 임영호
- 음악: 김도향
- 음악효과: 박형신
- 음향효과: 박인식, 최경상, 조광호, 박광훈, 한용배, 최병관
- 녹음: 이해영, 박용규, 이상봉
- 텔레시네: 최용균
- 우리말 연출: 김광태, 최수형
- 기획·연출: 조봉남
- 제작: KBS
- 배급: 해성흥업주식회사

### 애니메이션 제작 협력
- 대원동화
  - 연출: 염우태, 백승균
  - 작화감독: 박설형
  - 원화: 심상일, 오덕환, 박시옥, 이학빈
  - 동화: 유창신, 신석민, 사동선, 박명호
  - 미술: 박효식, 전극선, 박용일
  - 선화: 강현숙, 백미애, 조영자
  - 채화: 한미라, 최은숙, 윤명옥
  - 검사: 김명숙, 신영순
  - 촬영: 한문호, 조재경, 현상민, 이관영
  - 편집: 전병태
  - 제작담당: 유영춘, 유재성
- 신원프로
  - 연출: 김주인
  - 조연출: 강민수
  - 작화감독: 이의구
  - 원화: 송정율, 이현식, 김준의, 유희정
  - 동화: 한요한, 김계숙, 이무세, 강현주
  - 배경: 최용대, 김재봉, 조경선
  - 채화: 김자득, 공덕희, 배문숙
  - 선화: 김점순, 나경희, 김미경
  - 검사: 판영신, 유영수
  - 촬영: 유승덕, 정재철, 오천근, 유문준
  - 편집: 서정상
  - 제작담당: 박민호
- 세영동화
  - 연출: 김정중
  - 조연출: 오세욱
  - 작화감독: 김효태
  - 원화: 강치근, 박치만, 이동기, 오세열
  - 동화: 이재욱, 이도형, 김범석, 황혜순
  - 배경: 박재현, 홍남중, 권태환
  - 선화: 박은하, 조윤희, 이종구
  - 채화: 손소라, 조말례, 김명선
  - 검사: 박연순, 최옥희
  - 촬영: 허태희, 박병수, 주홍대
  - 편집: 황호삼
  - 제작담당: 최현숙
- 현상: 영화진흥공사

## OST
- 여는곡「까치까치」

작사·작곡: 이성희
노래: 김진희
- 닫는곡「멋있는 아이」

작사: 김혜선
작곡: 김대중
노래: 오승원
- 삽입곡「소년 찬가」

작사: 김혜선
작곡: 김대중
노래: KBS 합창단